# Pardosa luctinosa etsinensis
Pardosa luctinosa là một phân loài nhện trong họ Lycosidae.
Loài này thuộc chi Pardosa. Pardosa luctinosa etsinensis được Ehrenfried Schenkel-Haas miêu tả năm 1963.